# Protektor (filme)
Protektor é um filme de drama tcheco de 2009 dirigido e escrito por Marek Najbrt, Robert Geisler e Benjamin Tuček. Foi selecionado como representante da República Tcheca à edição do Oscar 2010, organizada pela Academia de Artes e Ciências Cinematográficas.

## Elenco
- Jana Plodková
- Marek Daniel
- Klára Melíšková
- Sandra Nováková
- Jan Budař
- Martin Myšička
- Jiří Ornest
- Vít Závodský